# Krasnaïa Pakhra
Krasnaïa Pakhra (Красная Пахра) est un village à Moscou du district administratif de Troïtsk dépendant du district municipal de Krasnaïa Pakhra dont il est le centre administratif. Avant le 1er juillet 2012, le village dépendait du raïon de Podolsk de l'oblast de Moscou. Il se trouve sur la rive droite de la rivière Pakhra. Un autre petit village du même nom se trouve sur la rive gauche.

## Population
- 1939: 192 habitants
- 2002: 2 426 habitants
- 2010: 2 434 habitants

## Géographie
Le village de Krasnaïa Pakhra se trouve sur la rive droite de la Pakhra à 18 km environ à l'ouest du centre-ville de Podolsk. La chaussée de Kalouga (autoroute A101) passe à sa limite Est. Les localités de peuplement les plus proches sont les petits villages de Varvarino, Stradan, Krasnaïa Pakhra et Krasnoïe

## Histoire
L'endroit est mentionné pour la première fois au XVIe siècle sous le nom de village de Slobodka. Il prend son nom actuel en 1862, à cause de sa proximité avec le village de Krasnoïe et du nom de la rivière.
Le château de Krasnoïe a été entièrement restauré en 2005-2010 et un nouveau toit mansardé a été installé par ses nouveaux propriétaires privés. Cette demeure du patrimoine historique ne se visite pas.
En 1929-1957, Krasnaïa Pakhra était le chef-lieu administratif du raïon et en 1994-2006 du district rural homonyme.

## Lieux à voir
Le monument aux morts des habitants tués pendant la Grande Guerre patriotique et le mémorial de la guerre de 1812 se trouvent au cœur de la bourgade. L'on peut peut se promener au parc de la Victoire; il existe aussi un parcours de BMX, un parcours de cyclo-cross, un parc de skate, etc.

## Culture
La bourgade possède une maison de la culture (Zviosdny).

## Transport
| №    | Terminus                                            | Stations de métro/gares de trains | Remarques |
| ---- | --------------------------------------------------- | --------------------------------- | --- |
| 101  | Métro Tioply Stan — Krasnaïa Pakhra (45e kilomètre) | Métro Olkhovaïa                   | Autobus électrique |
| 303  | Stolbovo — Kouzovliovo                              | Métro Kommounarka, Olkhovaïa      | |
| 503  | Métro Tioply Stan — Kamenka                         | Olkhovaïa                         | |
| 508  | Sossenskoïe — LMS                                   | Métro Olkhovaïa                   | Il existe également des itinéraires raccourcis : - Krasnaïa Pakhra (45e kilomètre) — LMS - Sossenskoïe — Krasnaïa Pakhra (45e kilomètre) |
| 512  | Métro Tioply Stan — Sekerino                        | Olkhovaïa                         | Autres itinéraires: - Raccourci: Krasnaïa Pakhra (45e kilomètre) — Sekerino - Allongé: Tioply Stan — Sekerino (arrivée à Armeïski)       |
| 513  | Sessenskoïe — Jiodotchi                             | Olkhovaïa                         | Itinéraires raccourcis: Sossenskoïe — Krasnaïa Pakhra (45e kilomètre)                                                                    |
| 514  | Sossenskoïe — Plioskovo                             | Olkhovaïa                         | |
| 515  | Sossenskoïe — Armeïski                              | Olkhovaïa                         | |
| 531  | Métro Tioply Stan — Kourilovo                       | Olkhovaïa                         | Autres itinéraires: - Allongé: Tioply Stan — Klionovo - Raccourci: Krasnaïa Pakhra (45e kilomètre) — Kourilovo                           |
| 874  | Troïtsk (microraïon «В») — Sekerino                 |                                   | |
| 874к | Troïtsk (microraïon «В») — Bylovo                   |                                   | Itinéraire d'autobus électrique |
| 1024 | Podolsk — Moscou (Troïtsk)                          |                                   | Itinéraire en dehors de ville |
| 1032 | Podolsk — Moscou (Bylovo])                          |                                   | Itinéraire en dehors de ville |